# سیارک ۴۳۴۵
سیارک ۴۳۴۵ (به انگلیسی: 4345 Rachmaninoff، نامگذاری:1988CM2) چهار هزار و سیصد و چهل و پنجمین سیارک کشف شده‌است که در ۱۱ فوریه ۱۹۸۸ کشف شد.
قدر مطلق سیارک برابر ۱۲٫۵۰ است.